# 水石鴴
水石鸻（学名：[Burhinus vermiculatus] 错误：{{Lang}}：文本有斜体标记（帮助））是鸻形目石鸻科的一种鸟类。
水石鸻体重约320克，翼长约19.58厘米，喙宽度约7.4毫米，喙厚度约9.9毫米，嘴峰长约43.2毫米，跗蹠长约72.7毫米，尾长约10.48厘米。
水石鸻是留鸟，栖息在湖泊、沼泽等湿地环境，它们是食肉动物，主要以昆虫、蜘蛛等陆生无脊椎动物为食。

## 亚种
- Burhinus vermiculatus buettikoferi，主要分布在利比里亚至尼日利亚和加蓬。
- Burhinus vermiculatus vermiculatus，分布在刚果民主共和国至索马里和南非。[4]